# Kertosono (Gading)
Kertosono is een bestuurslaag in het regentschap Probolinggo van de provincie Oost-Java, Indonesië. Kertosono telt 3176 inwoners (volkstelling 2010).